# Gaiole in Chianti
Gaiole in Chianti is een gemeente in de Italiaanse provincie Siena (regio Toscane) en telt 2600 inwoners (31-12-2004). De oppervlakte bedraagt 129,0 km², de bevolkingsdichtheid is 20 inwoners per km².
De volgende frazioni maken deel uit van de gemeente: Adine, Ama, Barbischio, Castagnoli, Lecchi, Lucignano, Montegrossi, Monti, Nusenna, Poggio San Polo, Rietine, San Regolo, San Sano, San Vincenti, Starda, Vertine.

## Demografie
Gaiole in Chianti telt ongeveer 1109 huishoudens. Het aantal inwoners steeg in de periode 1991-2001 met 3,3% volgens cijfers uit de tienjaarlijkse volkstellingen van ISTAT.
| Jaar | Inwoneraantal |
| ---- | ------------- |
| 1991 | 2309          |
| 2001 | 2386          |

## Geografie
De gemeente ligt op ongeveer 360 m boven zeeniveau. In de gemeente liggen de kastelen Castello di Brolio en Castello di Meleto en het voormalig klooster Badia a Coltibuono.
Gaiole in Chianti grenst aan de volgende gemeenten: Bucine (AR), Castelnuovo Berardenga, Cavriglia (AR), Montevarchi (AR), Radda in Chianti.

## Beroemde inwoners
- Bettino Ricasoli (1809-1880), Italiaans staatsman
- Karel De Gucht (1954-), Vlaamse politicus, heeft hier een buitenverblijf

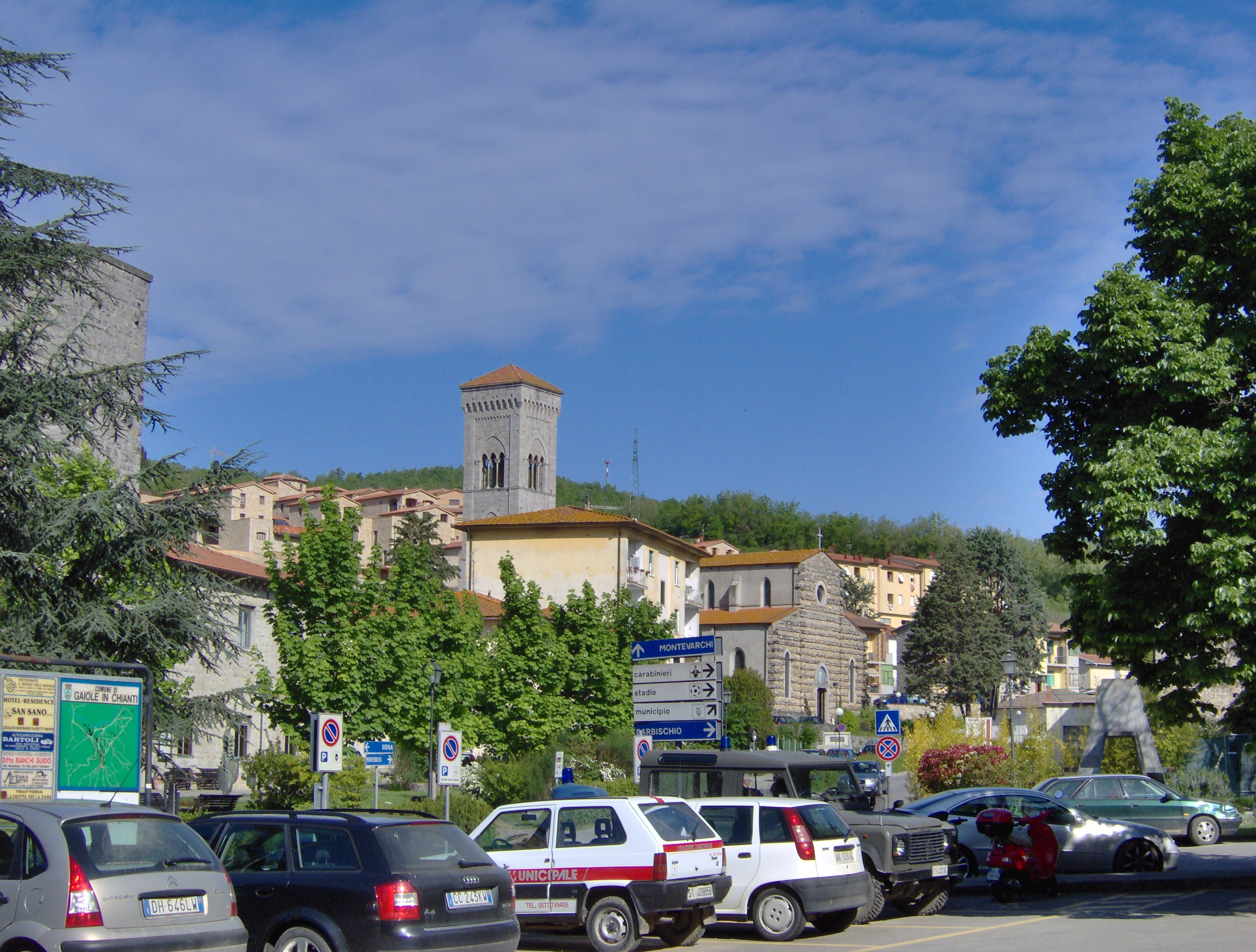
Blik op Gaiole in Chianti